# Parallelia umbrosa
Parallelia umbrosa là một loài bướm đêm trong họ Erebidae.